# Бетон и железобетон
«Бетон и железобетон» — научно-технический, академический и производственный журнал в области строительства. Издавался в период с 1955 по 2016 год. В 2019 г. учредителем журнала «Бетон и железобетон» стала профильная Ассоциация «Железобетон» Архивная копия от 21 февраля 2020 на Wayback Machine, которая восстановила издание главного журнала российских бетонщиков.
Издателем научно-технического журнала «Бетон и железобетон» выбрано издательство «Стройматериалы», которое также издает журналы «Строительные материалы»© и «Жилищное строительство» Архивная копия от 17 октября 2020 на Wayback Machine.
Журнал являлся ведущим специализированным изданием в СССР и Российской Федерации в области теории и технологии получения бетона и железобетона, а также проектирования, расчёта, производства, возведения и эксплуатации железобетонных конструкций в строительстве.
Традиционная структура содержательной части журнала охватывала следующие рубрики:
- общие вопросы;
- конструкции;
- бетоны;
- проектирование;
- экономия ресурсов;
- теория бетона и железобетона.

Обычный номер журнала содержал статьи под рубриками, а тематические номера включали статьи, посвященные определённой теме — арматуре, лёгким бетонам, теории железобетонных конструкций и проч.

## История
Идея издания ежемесячного журнала «Бетон и железобетон» принадлежит Н. К. Проскурякову, который на протяжении первых десяти лет существования журнала являлся его главным редактором. Первый номер журнала вышел в апреле 1955 года в системе Стройиздата под эгидой Государственного комитета Совета министров СССР по делам строительства. К работе над материалами нового издания были привлечены ведущие учёные, проектировщики, специалисты строительной индустрии. Особый вклад в становление журнала внесли сотрудники НИИЖБ Г. И. Бердичевский, А. А. Гвоздев, В. В. Михайлов, В. М. Москвин и Б. Г. Скрамтаев.
В советский период журнал публиковал статьи ведущих специалистов строительной отрасли по вопросам исследования, проектирования, производства и применения новых видов бетонов и арматуры, бетонных и железобетонных конструкций, теории бетона и железобетона, вопросам расчёта, проектирования и стандартизации железобетонных конструкций, обеспечения долговечности, развития производства бетонных и железобетонных изделий. В 1960—1980 годы особое внимание уделялось созданию в СССР и совершенствованию промышленности сборного железобетона. Тираж журнала достигал 22 тысячи экземпляров, полторы тысячи из которых направлялись за границу иностранным подписчикам.
Значительное влияние на развитие журнала оказал профессор, доктор технических наук К. В. Михайлов, который являлся главным редактором около 20 лет.
В период распада СССР, в тяжёлое для журнала время экономического кризиса, уменьшилось число подписчиков и резко снизился тираж. Журнал стал выходить шесть раз в год. В 1992 году в состав учредителей журнала вошли НИИЖБ и ВНИИжелезобетон. Новые учредители способствовали развитию журнала и его идеологии. Учёные этих институтов стали основными поставщиками новых знаний в базу знаний журнала для её широкого использования в научных исследованиях и практике применения бетона и железобетона.
За время издания журнала, на его страницах опубликовано более 4 тысяч печатных работ учёных, проектировщиков и практиков СССР и позднее из всех стран СНГ. Среди авторов журнала фамилии известных специалистов, внёсших значительный вклад в развитие науки о бетоне и железобетоне и в практику применения прогрессивных технологий в строительстве. На страницах журнала своими знаниями и опытом делились академики Российской академии архитектуры и строительных наук и Российской инженерной академии, доктора и кандидаты технических наук, известные учёные и практики, среди которых И. Ф. Пономарёв, В. М. Бондаренко, Ю. М. Баженов, Б. А. Крылов, Н. И. Карпенко, А. Г. Комар, П. Г. Комохов, А. С. Залесов, А. И. Звездов, Т. А. Мухамедиев, Р. Л. Серых, В. Г. Батраков и многие другие.

## Главные редакторы
- Проскуряков Н. К. (1955—1969)
- Михайлов К. В. (1970—1989)
- Гуща Ю. П. (1990—1991)
- Серых Р. Л. (1992—2008)
- Семченков А. С. (2008—2013)
- Звездов А. И. (2013—2016; 2020— наст. время)

Долгие годы должность заместителя главного редактора занимал А. А. Шлыков.